# Rio San Pedro
O rio San Pedro é um curso de água da Bolívia pertencente à bacia do rio Amazonas, um afluente que forma parte do curso alto do rio Grande. O rio corre pelos departamentos de Cochabamba e Potosí. Possui 92 km de extensão.